# زایدزیده، کورن‌دیک
زایدزیده (به هلندی: Zuidzijde) یک منطقهٔ مسکونی در هلند است که در کورن‌دیک واقع شده‌است. زایدزیده ۲۲۰ نفر جمعیت دارد.